# A Fight on the Sidewalk
A Fight on the Sidewalk és una fotografia feta per Jeff Wall el 1994 i que actualment forma part de la col·lecció permanent del MACBA. L'obra concentra totes les característiques de la fotografia cinematogràfica de Wall. La imatge, que es va fer a Vancouver l'hivern del 1994 amb l'assistència de Phil Smith i Daniel Congdon, presenta una escena urbana en què dos joves lluiten al terra d'una vorera mentre un tercer els observa. El fons, la paret d'un edifici anònim, mostra uns grafits que han estat ratllats. Wall presenta l'escena muntada en una enorme caixa de llum, un sistema que l'artista utilitza de manera habitual des de finals dels anys setanta. Però l'apropiació de les caixes publicitàries no respon a una intenció crítica, sinó que pretén imitar l'efecte dels pintors que ell admira. L'obra també exemplifica l'interès per reproduir temàtiques urbanes relacionades amb el que s'ha anomenat el terrain vague. Wall reconstrueix l'entorn suburbà per mostrar realitats socials no sempre visibles.